# Mythos (öl)

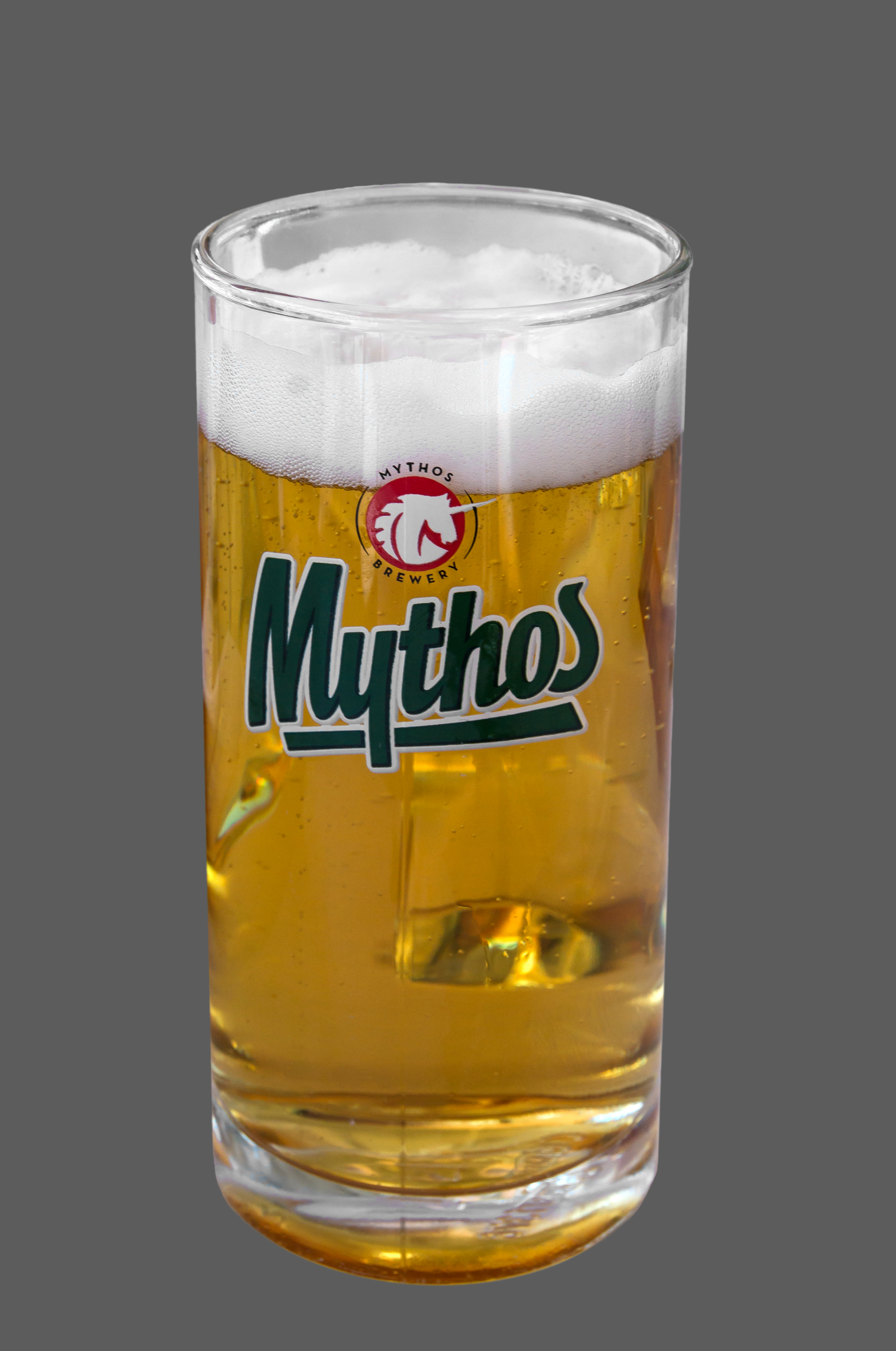
Ett glas Mythos öl

Mythos Brewery är Greklands näst största bryggeri och ägs sedan 2008 av den danska bryggericoncernen Carlsberg. Förutom sina egna produkter, däribland Mythos lager, marknadsför bryggeriet även flera utländska ölmärken. Bryggeriet ligger i Thessaloniki med lokala distributionscentraler i Aten och på Kreta.

## Historia
Mythos Brewery grundades 1968 under namnet Henninger Hellas S.A., på den tiden en lokal distributör av öl från det tyska bryggeriet Henninger. 1992 köptes företaget upp av Boutari Group, en inhemsk vindistributör, och bytte man namn till the Northern Greece Brewery Ltd., ett led i omvandla företaget till ett nationellt grekiskt ölbryggeri. 1997 introducerade företaget sin mest berömda produkt, Mythos beer. Receptet ölsorten Mythos togs fram 1997 av bryggmästaren Samos Akritidis.

2000 bytte man namn ännu en gång, nu till Mythos Brewery. 2006 fick företaget en ny ägare i Scottish & Newcastle och 2008 köpte Carlsberg 100% av aktierna.

## Produkter
Företaget tillverkar ölsorterna Mythos, Henninger och Kaiser. Dessutom importerar och marknadsför man flera utländska öl- och cidersorter.

### Mythos Beer
Mythos (Μύθος) är ett ljust lageröl som introducerades 1997. Det säljs i 33 cl, 50 cl och på fat. I Sverige håller ölet en alkoholhalt på 5,0 % jämfört samma som gäller för öl som säljs i Grekland.
Nuförtiden finns i bryggeriets sortiment även Mythos alkoholfritt öl med bara 16 kalorier / 100 ml  Mythos Radler med citronlemonad och Mythos ICE som filtreras vid ett temperatur under 0 °C.